# Lasse Schöne
Lasse Schöne (n. 27 mai 1986) este un fotbalist danez care evoluează la clubul Ajax Amsterdam în Eredivisie și la echipa națională de fotbal a Danemarcei.

## Statistici carieră

### Club
|               |               |                | Campionat | Campionat | Cupă     | Cupă     | Continental | Continental | Altele  | Altele | Total   | Total  |
| Sezon         | Club          | Campionat      | Meciuri   | Goluri    | Meciuri  | Goluri   | Meciuri     | Goluri      | Meciuri | Goluri | Meciuri | Goluri |
| Olanda        | Olanda        | Olanda         | Campionat | Campionat | KNVB Cup | KNVB Cup | Europa      | Europa      | Altele  | Altele | Total   | Total  |
| ------------- | ------------- | -------------- | --------- | --------- | -------- | -------- | ----------- | ----------- | ------- | ------ | ------- | ------ |
| 2005–06       | SC Heerenveen | Eredivisie     | 0         | 0         | 0        | 0        | 0           | 0           | 0       | 0      | 0       | 0      |
| 2006–07       | De Graafschap | Eerste Divisie | 36        | 5         | 2        | 1        | -           | -           | -       | -      | 38      | 6      |
| 2007–08       | De Graafschap | Eredivisie     | 34        | 7         | 2        | 3        | -           | -           | -       | -      | 36      | 10     |
| 2008–09       | NEC           | Eredivisie     | 34        | 6         | 4        | 4        | 7           | 1           | -       | -      | 45      | 11     |
| 2009–10       | NEC           | Eredivisie     | 5         | 0         | 0        | 0        | -           | -           | -       | -      | 5       | 0      |
| 2010–11       | NEC           | Eredivisie     | 34        | 7         | 1        | 1        | -           | -           | -       | -      | 35      | 8      |
| 2011–12       | NEC           | Eredivisie     | 34        | 11        | 4        | 2        | -           | -           | 2       | 1      | 40      | 14     |
| 2012–13       | Ajax          | Eredivisie     | 32        | 6         | 4        | 1        | 7           | 0           | 1       | 0      | 44      | 8      |
| 2013–14       | Ajax          | Eredivisie     | 29        | 9         | 5        | 3        | 6           | 2           | 1       | 0      | 41      | 14     |
| Total         | Olanda        | Olanda         | 238       | 51        | 22       | 15       | 20          | 3           | 4       | 1      | 284     | 70     |
| Total carieră | Total carieră | Total carieră  | 238       | 51        | 22       | 15       | 20          | 3           | 4       | 1      | 284     | 70     |

Actualizat la 27 aprilie 2014.

## Internațional
| Danemarca | Danemarca | Danemarca |
| An        | Meciuri   | Goluri    |
| --------- | --------- | --------- |
| 2009      | 1         | 1         |
| 2010      | 1         | 0         |
| 2011      | 6         | 1         |
| 2012      | 5         | 0         |
| 2013      | 2         | 0         |
| 2014      | 1         | 1         |
| Total     | 16        | 3         |

La 5 iunie 2013

## Goluri internaționale
| #  | Data           | Stadion                               | Oponent | Scor | Rezultat | Competiția                                           |
| -- | -------------- | ------------------------------------- | ------- | ---- | -------- | ---------------------------------------------------- |
| 1. | 12 august 2009 | Brøndby Stadion, København, Danemarca | Chile   | 1–1  | 1–2      | Meci amical                                          |
| 2. | 4 June 2011    | Laugardalsvöllur, Reykjavík, Islanda  | Islanda | 0–1  | 0–2      | Preliminariile Campionatului European de Fotbal 2012 |
| 3. | 22 May 2014    | Nagyerdei Stadion, Debrecen, Ungaria  | Ungaria | 2-2  | 2–2      | Meci amical                                          |

## Palmares

### Club
De Graafschap
- Eerste Divisie (1): 2006–07

Ajax
- Eredivisie (2): 2012–13, 2013–14
- Johan Cruijff Shield (1): 2013

### Individual
- NEC — jucătorul sezonului: 2008–09
- AFC Ajax — jucătorul sezonului: 2014